# Túrterebesi szőllőhegy
Túrterebesi szőlőhegy (Turulung-Vii), település Romániában, a Partiumban, Szatmár megyében.

## Fekvése
Túrterebestől keletre fekvő település.

## Története
A település környéke ősidők óta lakott hely volt, melyet itt, a Túrterebes-hegyen levő Pusztahely nevű helyen a paleolitikum idejéből való leletek; patintott kőeszközök kerültek napvilágra.
Korábban Túrterebes része volt. 1956-ban vált külön településsé, ekkor 431 lakosa volt.
2002-ben 222 lakosából 5 román, 216 magyar, 1 német volt.